# Ex oblivione
Ex oblivione (en inglés Ex Oblivione) es el nombre que recibe el poema en prosa del escritor de ficción y terror estadounidense, H. P. Lovecraft, escrito a finales de 1920 y principios de 1921.
La obra fue publicada en The United Amateur en marzo de 1921 bajo el pseudónimo Ward Phillips. 

## Sinopsis
Escrito en primera persona, Ex Oblivione habla de los sueños de un hombre presuntamente listo para morir. En estos, el hombre camina por un valle, se encuentra con una pared cubierta de enredaderas y una puerta de bronce entre ellas, y se pregunta qué es lo que habrá detrás.
Una noche, el hombre sueña con la ciudad de Zakarion donde encuentra un papiro escrito por sabios de sueños que solo existen en el mundo de los sueños. Se dará cuenta que el papiro contiene diferentes versiones de lo que hay más allá: unos dirán que existen inmensas maravillas, mientras que otros argumentarán la existencia de horror y decepción. Es precisamente por las diferentes versiones de lo que hay detrás de la puerta, que el hombre prefiere averiguarlo por sí mismo. Así, leyendo más en el papiro, el hombre aprende que una droga le permitirá abrir la puerta; la toma y cuando vuelve, la puerta está entreabierta.
El hombre descubre que ambas versiones del papiro tienen parte de verdad: lo que hay detrás de la puerta es la maravilla de ser libre del dolor que hay en el mundo real y la sorpresa que en realidad no hay nada más allá de la puerta que el infinito de la muerte.